# Masaharu Fukuyama
Pour les articles homonymes, voir Fukuyama (homonymie).
Masaharu Fukuyama (福山 雅治, Fukuyama Masaharu), né le 6 février 1969 à Nagasaki, est un chanteur, acteur et photographe japonais .

## Biographie
Masaharu Fukuyama a commencé sa carrière en 1990 avec le single 追憶の雨の中. En 1993, il a fait sa première apparition au concert Kōhaku Uta Gassen, réservé aux meilleurs artistes de J-pop et d'enka. En 1994 il obtient son premier disque de platine avec le single It's only love／Sorry baby. En 1995, Hello est son deuxième single à dépasser le million d'exemplaires vendus. Squall, Sakura Zaka, et Niji ont été des chansons clés de la carrière de Fukuyama. Le single Good night, bande originale d'un dorama, a obtenu un grand succès qui a permis à Fukuyama de diversifier sa carrière.
En 2000, il est envoyé par TV Asahi à Sydney pour couvrir les Jeux olympiques en tant que photographe. Il présente aussi une émission de radio, Allnight Nippon. Fukuyama apparait dans de nombreuses publicités (Panasonic, Suzuki, Suntory, Fujifilm, Xylish, and Pocari Sweat) et a participé à de nombreux concerts télévisés.
À l'automne 2007, il est choisi pour jouer le rôle de Yukawa-sensei dans le drame Galileo aux côtés de Kou Shibasaki. Il crée alors un duo temporaire avec celle-ci : Koh+ et compose une partie de la bande originale. En 2008, ils reforment ce duo afin d'interpréter cette fois le thème du film.
Au cinéma, il interprète le premier rôle des films Tel père, tel fils (2013) et The Third Murder (2017) réalisés par Hirokazu Kore-eda.

## Discographie

### Albums
- 1990 : 伝言
- 1991 : Bros.
- 1991 : Lion
- 1992 : Boots
- 1993 : Calling
- 1994 : On and on
- 1995 : Birthday presents
- 1995 : M-Collection「風をさがしてる」
- 1998 : Sing a song
- 1999 : Fukuyama Masaharu Presents CX mon-9 drama Perfect Love Original songs book 「Rendezvous1」original soundtrack
- 1999 : Mugnum collection 1999 Dear
- 2000 : Fukuyama presents Magnum classics ～Kissin' in the holy night～
- 2001 : f
- 2002 : The Golden Oldies
- 2003 : Magnum colection　「Slow」
- 2004 : 山口百恵トリビュート　Thank you for...「秋桜」をカバー
- 2005 : Fukuyama presents Fukuyama Masaharu 15th. Anniversary Album Chuei Yoshikawa『Acoustic Fukuyamania』
- 2006 : Fukuyama Masaharu　『another works』remixed by Piston Nishizawa
- 2006 : 福山雅治 single collection『5年モノ』
- 2009 : 残響

### Singles
- 1990 : Access (アクセス?)
- 1990 : Kioku no Ame no Naka (追憶の雨の中?)
- 1991 : Kaze wo Sagashiteru (風をさがしてる?)
- 1991 : Wow wow/Tada Boku ga Kawatta (WOH WOW/ただ僕がかわった?)
- 1992 : Yakusoku no Oka (約束の丘?)
- 1992 : Good night
- 1993 : All My Loving/Koibito (All My Loving/恋人?)
- 1993 : Melody/Baby baby
- 1994 : It's only love/Sorry baby
- 1995 : Hello
- 1995 : Message
- 1998 : Heart
- 1998 : Peach !!
- 1999 : Heaven/Squall
- 2000 : Sakurazaka (桜坂?)
- 2000 : HEY!
- 2001 : Gang★
- 2003 : Niji/Himawari/Sore ga Subete sa (虹 / ひまわり / それがすべてさ?)
- 2004 : Naitarishinaide/RED×BLUE (泣いたりしないで/RED×BLUE?)
- 2005 : Tokyo (東京?)
- 2006 : milk tea/Utsukushiki Hana (milk tea/美しき花?)
- 2007 : Tokyo ni mo Attanda / Muteki no Kimi (東京にもあったんだ / 無敵のキミ?)
- 2008 : Sou -new love new world- (想 -new love new world-?)
- 2009 : Hatsu koi (はつ恋?)
- 2009 : Keshin (化身?)
- 2010 : Hotaru / Shounen (蛍 / 少年?)

### DVD
- 2001 : Eggs
- 2001 : Fukuyamania
- 2001 : Start
- 2001 : Bros
- 2003 : 福山雅治「嗚呼、大感謝祭!!
- 2005 : Fukuyama Masaharu 15th Anniversary special DVD Box また逢おう! またやろうな!!

## Filmographie
- 2007-2013 : Galileo : Manabu Yukawa
- 2008 : Suspect X (容疑者Xの献身, Yōgisha ekkusu no Kenshin?) de Hiroshi Nishitani
- 2010 : Ryōmaden (龍馬伝?) (drama)
- 2013 : Tel père, tel fils (そして父になる, Soshite chichi ni naru?) de Hirokazu Kore-eda : Ryota Nonomiya
- 2014 : Kenshin : Kyoto Inferno (るろうに剣心 京都大火編, Rurōni Kenshin: Kyōto taika-hen?) de Keishi Ōtomo : Hiko Seijūrō
- 2014 : Kenshin : La Fin de la légende (るろうに剣心 伝説の最期編, Rurōni Kenshin: Densetsu no saigo-hen?) de Keishi Ōtomo : Hiko Seijūrō
- 2017 : The Third Murder (三度目の殺人, Sandome no satsujin?) de Hirokazu Kore-eda : Shigemori
- 2017 : Manhunt de John Woo